# Asperula acuminata
Asperula acuminata är en måreväxtart som beskrevs av I.Thomps.. Asperula acuminata ingår i släktet färgmåror, och familjen måreväxter. Inga underarter finns listade i Catalogue of Life.